# Desetnik
Desetnik (starinsko desetar, korporal, kaplar) je vojaški čin. Desetnik opravlja delo vodje skupin (po navadi do 5 mož) in kot namestnik vodje oddelka v izrednih primerih tudi delo vodje oddelka. V skladu z Natovim standardom STANAG 2116 čin nosi oznako OR-3
Slovenska vojska :

## Druge oborožene sile
- Private E-2 (Kopenska vojska ZDA)
- Prvi vojak (Španska kopenska vojska)
- Drugi desetnik (Portugalska kopenska vojska)
- Gefreiter (Bundewehr)
- Gefreiter (Bundesheer)
- Jefreitor (Ruska kopenska vojska)